# ラファエル・オロスコ、アイドル
『ラファエル・オロスコ、アイドル』（スペイン語: Rafael Orozco, el ídolo）は、コロンビアのテレビドラマ。カラコル・テレビシオンで2012年11月20日から2013年4月1日まで放送された。

## 登場人物
ラファエル・オロスコ・マエストレ
演：アレハンドロ・パラシオ
クララ・エレナ・カベロ
演：タリアナ・バルガス
マーサ・モニカ（マリア・アンジェリカ・ナバロ）
演：マリツァ・ロドリゲ
エルネスト・"テト"・テッロ（ホセ・レイナルド・フィアロ）
演：マリオ・エスピティア